# Браддок (Пенсільванія)
Браддок (англ. Braddock) — місто (англ. borough) в США, в окрузі Аллегені штату Пенсільванія. Населення — 1721 особа (2020).

## Географія
Браддок розташований за координатами 40°24′6″ пн. ш. 79°52′7″ зх. д. / 40.40167° пн. ш. 79.86861° зх. д. (40.401736, -79.868622).  За даними Бюро перепису населення США в 2010 році місто мало площу 1,67 км², з яких 1,46 км² — суходіл та 0,21 км² — водойми.

## Демографія
Згідно з переписом 2010 року, у селищі мешкало 2159 осіб у 823 домогосподарствах у складі 480 родин. Густота населення становила 1290 осіб/км².  Було 1086 помешкань (649/км²).
Расовий склад населення:
| - 72,7 % — чорних або афроамериканців - 22,9 % — білих - 0,7 % — корінних американців - 0,2 % — вихідців з тихоокеанських островів - 0,1 % — азіатів |

До двох чи більше рас належало 2,4 %. Частка іспаномовних становила 1,9 % від усіх жителів.
За віковим діапазоном населення розподілялося таким чином: 28,0 % — особи молодші 18 років, 58,0 % — особи у віці 18—64 років, 14,0 % — особи у віці 65 років та старші. Медіана віку мешканця становила 34,9 року. На 100 осіб жіночої статі у селищі припадало 93,8 чоловіків;  на 100 жінок у віці від 18 років та старших — 90,7 чоловіків також старших 18 років.
Середній дохід на одне домашнє господарство  становив 28 663 долари США (медіана — 23 591), а середній дохід на одну сім'ю — 35 195 доларів (медіана — 26 750). Медіана доходів становила 23 162 долари для чоловіків та 25 087 доларів для жінок. За межею бідності перебувало 37,2 % осіб, у тому числі 56,0 % дітей у віці до 18 років та 21,1 % осіб у віці 65 років та старших.
Цивільне працевлаштоване населення становило 603 особи. Основні галузі зайнятості: освіта, охорона здоров'я та соціальна допомога — 22,9 %, роздрібна торгівля — 21,4 %, мистецтво, розваги та відпочинок — 18,4 %.